# Божићи (племићка породица)
Божићи су руска племићка породица.
Најплеменитија породица у Илирији, води порекло од конзула Боетија. Потомак овог презимена, Пантелејмон Божић, прешао је у Русију и служио 1704. године као пуковник у српском пуку.
Пролазећи кроз Букурешт, добио је препоруку од чувеног јерусалимског патријарха Доситеја, који се ту затекао, козачком хетману Мазепи. У Москви се Божић, већ уз препоруке Мазепе, појавио пред канцеларом Головкином, који је био задужен за спољне послове. Пантелејмон Божић у писаној поруци наводи следеће занимљиве речи: „Ради овога обавештавам Његово Величанство да сам послат од свих почетних Срба који живе под Цезаром у угарској земљи близу граница Тура, молећи Његово Величанство које знамо да имамо задовољство да имамо за наше поданике и вернике, и у сваком тренутку бих пристојно знао да бисмо увек били спремни да служимо против Бусурмана без икакве плате, не захтевајући никакво оружје, већ само за једно православље, а колико би наше војске било, изненадило би се и само Његово Краљевско Величанство, а ми желимо да знамо да ли ће Његово Величанство имати под својом штитом. Слично мисле и остали Срби, који су под Бусурманом и Млечанима, сви једнодушни с нама, у којима немамо друге наде, осим наде у Његово Величанство, а ако нас Његово Величанство остави, онда ће сви православни пропасти." 
Божић је, као и многи други, остао у Русији, али само као веза између цара Петра и Срба. Пантелејмон Божић је учесник Полтавске битке (1709). Његов син, пензионисани бригадир (1762), Иван Пантелејмоновић добио је 1737. од кнеза Рудолфа Кантакузена писмо баронског достојанства. Његов син, заменик комисије за припрему Законика, Гаврил Ивановић, 1784. године уврштен је у први део родословне књиге Черниговског губерније. Последњи представник Божића био је Григориј Гавриловић нижински окружни маршал (1819).
У штиту, подељеном на четири дела, у средини је златни штит са именом сидра. У првом делу, у црвеном пољу, видљиве су две руке које излазе са бочних страна штита, које носе круну украшену бисерима. У другом, у зеленом пољу, налази се златни лав са луком и стрелом у предњим шапама. У трећем, у зеленом пољу, златни медвед предњим шапама држи опружен лук, а на леђима тоболац са стрелама. У четвртом делу, у црвеном пољу, налазе се два црна орлова крила.
Штит је надвишен племенитим шлемом и круном, на чијој су површини обележена два бела крила. Ознаке на штиту су црвене боје, обложене златом. Грб породице Божић укључен је у 7. део Општег грбовника племићких породица Руске империје, стр.155.